# Sago
Sago (indfødt navn saksak eller sagu, der betyder melet marv), hårde, hvidlige, halvsøde gryn fremstillet af marven fra den tropisk dyrkede sagopalme. Sago er en basisfødevare for lavtlandsbeboerne i Ny Guinea og Molukkerne.
I Danmark er grynene hovedsageligt lavet af kartoffelstivelse eller majsstivelse/majsmel.
Sagogryn er meget stivelsesholdige og koges i dyrkningsområderne til grød. I Europa bruges sagogryn mest til at jævne supper og saucer, hvori de optræder som små, geléagtige kugler. I det indiske og indonesiske køkken anvendes grynene også til desserter, kager og geléer. Sago kan også benyttes til sagosuppe (Se opskriften i WikiKogebogen).